# Liste der Straßen und Plätze in Hamburg-Hummelsbüttel

Lage von Hummelsbüttel in Hamburg und im Bezirk Wandsbek (hellrot)

Die Liste der Straßen und Plätze in Hummelsbüttel ist eine Übersicht der im Hamburger Stadtteil Hummelsbüttel vorhandenen Straßen und Plätze. Sie ist Teil der Liste der Verkehrsflächen in Hamburg.

## Überblick
In Hummelsbüttel (Ortsteilnummer 520) leben 18669 Einwohner (Stand: 31. Dezember 2023) auf 9,1 km². Hummelsbüttel liegt in den Postleitzahlenbereichen 22339, 22399 und 22417.
In Hummelsbüttel gibt es 103 benannte Verkehrsflächen, darunter einen Platz.

## Übersicht der Straßen
Die nachfolgende Tabelle gibt eine Übersicht über alle benannten Verkehrsflächen – Straßen, Plätze und Brücken – im Stadtteil sowie einige dazugehörige Informationen. Im Einzelnen sind dies:
- Name/Lage: aktuelle Bezeichnung der Straße, des Platzes oder der Brücke. Über den Link (Lage) kann die Straße, der Platz oder die Brücke auf verschiedenen Kartendiensten angezeigt werden. Die Geoposition gibt dabei ungefähr die Mitte an. Bei längeren Straßen, die durch zwei oder mehr Stadtteile führen, kann es daher sein, dass die Koordinate in einem anderen Stadtteil liegt.
- Straßenschlüssel: amtlicher Straßenschlüssel, bestehend aus einem Buchstaben (Anfangsbuchstabe der Straße, des Platzes oder der Brücke) und einer dreistelligen Nummer.
- Länge/Maße in Metern:
Hinweis: Die in der Übersicht enthaltenen Längenangaben sind nach mathematischen Regeln auf- oder abgerundete Übersichtswerte, die im Digitalen Atlas Nord[1] mit dem dortigen Maßstab ermittelt wurden. Sie dienen eher Vergleichszwecken und werden, sofern amtliche Werte bekannt sind, ausgetauscht und gesondert gekennzeichnet.
Bei Plätzen sind die Maße in der Form a × b bei rechteckigen Anlagen oder a × b × c bei dreiecksförmigen Anlagen mit a als längster Kante dargestellt.
Der Zusatz (im Stadtteil) gibt an, wie lang die Straße innerhalb des Stadtteils ist, sofern sie durch mehrere Stadtteile verläuft.
- Namensherkunft: Ursprung oder Bezug des Namens.
- Datum der Benennung: Jahr der offiziellen Benennung oder der Ersterwähnung eines Namens, bei Unsicherheiten auch die Angabe eines Zeitraums.
- Anmerkungen: Weitere Informationen bezüglich anliegender Institutionen, der Geschichte der Straße, historischer Bezeichnungen, Baudenkmale usw.
- Bild: Foto der Straße oder eines anliegenden Objektes.

| Name/Lage                         | Straßen- schlüssel | Länge/Maße (in Metern) | Namensherkunft | Datum der Benennung | Anmerkungen | Bild                                  |
| --------------------------------- | ------------------ | ---------------------- | --- | ------------------- | --- | ------------------------------------- |
| Alsterweg (Lage)                  | A119               | 0625                   | als zur Alster führende Straße                                                                                              | vor 1938            | | Alsterweg                             |
| Alte Landstraße (Lage)            | A126               | 2110 (im Stadtteil)    | nach dem alten Verbindungsweg zwischen Hamburg und Poppenbüttel                                                             | 1930                | östlich von Hausnummer 200 in Poppenbüttel | Alte Landstraße                       |
| Altenmoor (Lage)                  | A140               | 0320                   | nach dem Flurnamen „Allmoor“ oder „Ahlmoor“                                                                                 | 1950                | unbeschilderter Fußweg durch das Raakmoor | Altenmoor                             |
| Am Backofen (Lage)                | A187               | 0155                   | nach dem Flurnamen „Backofenstück“                                                                                          | 1950                | | Am Backofen                           |
| Am Gehöckel (Lage)                | A231               | 0315                   | nach einem Flurnamen | 1936                | | Am Gehöckel                           |
| Am Gnadenberg (Lage)              | A233               | 0285                   | nach der Lage bei einem vorgeschichtlichen Grabhügel                                                                        | 1930                | | Am Gnadenberg                         |
| Am Hehsel (Lage)                  | A246               | 0645                   | nach einem Flurnamen | 1930                | Als „Hesel“ wird ein Waldstück mit dichtem Unterholz bezeichnet. | Am Hehsel                             |
| Am Karpfenteich (Lage)            | A268               | 0795                   | nach der Lage an einem ehemaligen Karpfenteich                                                                              | 1930                | | Am Karpfenteich                       |
| Barkhausenweg (Lage)              | B068               | 0360                   | Heinrich Barkhausen (1881–1956), Physiker                                                                                   | 1965                | | Barkhausenweg                         |
| Bei der Ziegelei (Lage)           | B800               | 0090                   | nach einer ehemaligen Ziegelei, die noch bis in die 1950er-Jahre hinein in Betrieb war                                      | 1977                | | Bei der Ziegelei                      |
| Brillkamp (Lage)                  | B603               | 0470                   | nach einem Flurnamen unbekannter Herkunft                                                                                   | 1965                | | Brillkamp                             |
| Butterbauernstieg (Lage)          | B905               | 0275                   | nach den bis ins 20. Jahrhundert in Hummelsbüttel tätigen „Butterbauern“                                                    | 2017                | Die Butterbauern kauften in Südholstein Butter, Eier, Geflügel und Käse und verkauften sie direkt an die Endverbraucher.                                                           | Butterbauernstieg                     |
| Christian-Koch-Weg (Lage)         | C079               | 0110                   | Christian Koch (1878–1955), FDP-Politiker                                                                                   | 1975                | | Christian-Koch-Weg                    |
| Distelkoppel (Lage)               | D115               | 0225                   | nach einem Flurnamen | 1950                | | Distelkoppel                          |
| Distelweg (Lage)                  | D116               | 0410                   | nach einem Flurnamen | 1930                | | Distelweg                             |
| Dorchgang (Lage)                  | D149               | 0275                   | nach dem Flurnamen „Dohrgang“                                                                                               | 1952                | Fußweg | Dorchgang                             |
| Dornenkamp (Lage)                 | D160               | 0065                   | nach einem Flurnamen | 1930                | | Dornenkamp                            |
| Dweermoor (Lage)                  | D244               | 0335                   | nach einem Flurnamen | 1949                | niederdeutsch dweer = quer | Dweermoor                             |
| Eekbalken (Lage)                  | E029               | 0190                   | nach einem Flurnamen | 1930                | niederdeutsch Eek = Eiche, als „Balken“ wird ein langgestrecktes Feld bezeichnet                                                                                                   | Eekbalken                             |
| Eekbalkenstieg (Lage)             | E030               | 0140                   | in Anlehnung an die Straße Eekbalken                                                                                        | 1949                | Fußweg | Eekbalkenstieg                        |
| Eichenhorst (Lage)                | E059               | 0070                   | nach einem Begriff aus der Jagd und dem Forstwesen                                                                          | vor 1938            | | Eichenhorst                           |
| Eitnerweg (Lage)                  | E114               | 0390                   | Ernst Eitner (1867–1955), Maler                                                                                             | 1965                | | Eitnerweg                             |
| Flughafenstraße (Lage)            | F163               | 0100 (im Stadtteil)    | nach der Lage am Flughafen Hamburg bzw. zu diesem führend                                                                   | 1952                | zwischen Alsterkrugchaussee und Zeppelinstraße in Fuhlsbüttel, nördlich der Zeppelinstraße in Langenhorn, im weiteren östlichen Verlauf in Hummelsbüttel                           | Flughafenstraße                       |
| Gerckensplatz (Lage)              | G362               | 0225                   | nach der alteingesessenen Hummelsbütteler Bauernfamilie Gerckens                                                            | 1970                | kein Platz im herkömmlichen Sinne, sondern eine Straße | Gerckensplatz                         |
| Glashütter Landstraße (Lage)      | G106               | 3650                   | Glashütte, Ortsteil von Norderstedt                                                                                         | 1950                | | Glashütter Landstraße                 |
| Glashütter Stieg (Lage)           | G107               | 0325                   | in Anlehnung an die Glashütter Landstraße                                                                                   | 1951                | | Glashütter Stieg                      |
| Gnadenbergweg (Lage)              | G124               | 0270                   | nach der Lage bei einem vorgeschichtlichen Grabhügel                                                                        | 1910                | Nur Grundstücke auf der nördlichen Seite in Hummelsbüttel, sonst in Fuhlsbüttel, insbesondere die komplette Straßenfläche.                                                         | Gnadenbergweg                         |
| Gösselkoppel (Lage)               | G139               | 0180                   | nach dem Begriff „Gössel“ für junge Gänse                                                                                   | 1960                | | Gösselkoppel                          |
| Grönkamp (Lage)                   | G392               | 0090                   | nach einem Flurnamen | 1975                | Grönkamp = grünes Feld | Grönkamp                              |
| Grützmühlenweg (Lage)             | G319               | 1070                   | nach einer ehemals hier gelegenen Grützmühle                                                                                | 1950                | | Grützmühlenweg                        |
| Häherweg (Lage)                   | H017               | 0450                   | nach dem gleichnamigen Rabenvogel                                                                                           | vor 1938            | | Häherweg                              |
| Harksheider Straße (Lage)         | H139               | 0035 (im Stadtteil)    | Harksheide, Ortsteil von Norderstedt                                                                                        | 1950                | lt. Straßenverzeichnis nur in Poppenbüttel, lt. Grundkarte berührt die Straße kurz vor der Landesgrenze zu Schleswig-Holstein Hummelsbütteler Gebiet                               | Harksheider Straße                    |
| Hattsmoor (Lage)                  | H188               | 0315                   | nach einem Flurnamen | 1933                | Hattsmoor = Hirschmoor | Hattsmoor                             |
| Hauwisch (Lage)                   | H752               | 0095                   | nach einem Flurnamen | 1977                | niederdeutsch Hau = Heu, Wisch = Wiese | Hauwisch                              |
| Heidkamp (Lage)                   | H739               | 0330 (im Stadtteil)    | nach dem Flurnamen „Heidberg“                                                                                               | 1975                | östlich von Hausnummer 99 in Poppenbüttel | Heidkamp                              |
| Heisterkamp (Lage)                | H706               | 0340                   | nach dem gleichnamigen Begriff für die Anpflanzung junger Eichen und Buchen                                                 | 1970                | Die Grundstücke auf der östlichen bzw. südlichen Seite befinden sich in Fuhlsbüttel, der Rest liegt in Hummelsbüttel, insbesondere die gesamte Straßenfläche.                      | Heisterkamp                           |
| Hermann-Ruge-Weg (Lage)           | H798               | 0180                   | Hermann Ruge (1874–1940), von 1919 bis 1933 Gemeindevorsteher in Hummelsbüttel                                              | 1990                | | Hermann-Ruge-Weg                      |
| Heublink (Lage)                   | H408               | 0250 (im Stadtteil)    | nach einem Flurnamen | 1950                | „Blink“ bedeutet sowohl „freier Platz“ als auch „nasse Fläche“; ca. 50 Meter östlich der Straße Sedelmannsbusch in Poppenbüttel                                                    | Heublink                              |
| Högenbarg (Lage)                  | H737               | 0680                   | nach einem Flurnamen | 1975                | niederdeutsch Högenbarg = Höhenberg | Högenbarg                             |
| Högenkamp (Lage)                  | H740               | 0120                   | nach einem Flurnamen | 1975                | Für den Begriff „Högen“ siehe Högenbarg. | Högenkamp                             |
| Högenredder (Lage)                | H738               | 1285                   | nach einem Flurnamen | 1975                | Für den Begriff „Högen“ siehe Högenbarg. | Högenredder                           |
| Hollenbek (Lage)                  | H575               | 0340                   | nach einer Flurbezeichnung                                                                                                  | 1933                | | Hollenbek                             |
| Hüsermoor (Lage)                  | H672               | 0255                   | nach einem Flurnamen | 1949                | | Hüsermoor                             |
| Hummelsbütteler Kirchenweg (Lage) | H686               | 0270 (im Stadtteil)    | nach dem Weg der Bevölkerung Hummelsbüttels zur Niendorfer, ab 1894 zur Fuhlsbütteler Kirche                                | 1903/04             | ab Haus Nr. 117 südlich in Fuhlsbüttel | Hummelsbütteler Kirchenweg            |
| Hummelsbütteler Markt (Lage)      | H751               | 0205                   | nach Lage und Funktion im Stadtteil                                                                                         | 1977                | | Hummelsbütteler Markt                 |
| Hummelsbütteler Weg (Lage)        | H741               | 1245                   | nach der Lage im Stadtteil                                                                                                  | 1976                | | Hummelsbütteler Weg                   |
| Hummelsbüttler Dorfstraße (Lage)  | H688               | 0315                   | nach der Lage im Stadtteil                                                                                                  | 1950                | | Hummelsbüttler Dorfstraße             |
| Hummelsbüttler Hauptstraße (Lage) | H689               | 1410                   | nach der Lage im Stadtteil                                                                                                  | 1950                | | Hummelsbüttler Hauptstraße            |
| Immenkoppel (Lage)                | I065               | 0270                   | nach einem bereits 1780 erwähnten Flurnamen                                                                                 | 1962                | Immen = Bienen | Immenkoppel                           |
| Immenredder (Lage)                | I066               | 0460                   | nach einem Flurnamen | 1930                | | Immenredder                           |
| Immenstieg (Lage)                 | I069               | 0130                   | in Anlehnung an den Immenredder                                                                                             | 1962                | | Immenstieg                            |
| Jochim-Wells-Weg (Lage)           | J057               | 0225                   | nach der seit dem 16. Jahrhundert in Hummelsbüttel ansässigen Bauernfamilie Wells                                           | vor 1938            | | Jochim-Wells-Weg                      |
| Johannes-Büll-Weg (Lage)          | J119               | 0115                   | Johannes Büll (1878–1970), DDP-, später FDP-Politiker                                                                       | 1975                | | Johannes-Büll-Weg                     |
| Josthöhe (Lage)                   | J076               | 1055                   | Jobst I. von Holstein-Schauenburg (1483–1531)                                                                               | 1951                | | Josthöhe                              |
| Jostweg (Lage)                    | J077               | 0245                   | in Anlehnung an die Josthöhe                                                                                                | 1951                | | Jostweg                               |
| Kiesselbachweg (Lage)             | K560               | 0110                   | Wilhelm Kiesselbach (1867–1960), Rechtsanwalt und Justizpolitiker                                                           | 1975                | | Kiesselbachweg                        |
| Kirchenredder (Lage)              | K190               | 0345                   | in Anlehnung an den Hummelsbütteler Kirchenweg                                                                              | 1930                | | Kirchenredder                         |
| Kishorst (Lage)                   | K562               | 0385                   | nach einem Flurnamen | 1976                | | Kishorst                              |
| Kiwittredder (Lage)               | K209               | 1945                   | nach der plattdeutschen Bezeichnung für den Kiebitz                                                                         | vor 1938            | Ab Einmündung der Langenhorner Straße-West nördlich liegen die Grundstücke auf der Ostseite in Poppenbüttel.                                                                       | Kiwittredder                          |
| Kulenkamp (Lage)                  | K501               | 0090                   | nach den Kuhlen der nahegelegenen Ziegelei                                                                                  | 1950                | | Kulenkamp                             |
| Kulenwisch (Lage)                 | K565               | 0090                   | in Anlehnung an den Kulenkamp                                                                                               | 1970                | | Kulenwisch                            |
| Kurzer Kamp (Lage)                | K524               | 0300                   | nach einem Flurnamen | 1908                | Die Grundstücke Nr. 34 bis 36a liegen in Hummelsbüttel, ansonsten verläuft die Straße komplett in Fuhlsbüttel.                                                                     | Kurzer Kamp                           |
| Lademannbogen (Lage)              | L359               | 1735                   | Friedrich Lademann (1891–1966), Ingenieur und Verkehrsplaner                                                                | 1977                | | Lademannbogen                         |
| Landahlweg (Lage)                 | H639               | 0140                   | Heinrich Landahl (1895–1971), DDP-, später SPD-Politiker, langjähriger Hamburger Schulsenator                               | 1975                | | Landahlweg                            |
| Langenjären (Lage)                | L052               | 0275                   | nach einem Flurnamen | 1951                | Der Wortteil „-jären“ ist abgeleitet von „Jarl“ oder „Jar“ und bedeutet „Flurstück“.                                                                                               | Langenjären                           |
| Lentersweg (Lage)                 | L332               | 0575                   | nach der seit dem 17. Jahrhundert in Hummelsbüttel ansässigen Bauernfamilie Lenters                                         | 1970                | | Lentersweg                            |
| Leuteritzweg (Lage)               | L352               | 0115                   | Max Leuteritz (1884–1949), SPD-Politiker                                                                                    | 1975                | | Leuteritzweg                          |
| Liepmannweg (Lage)                | L354               | 0105                   | Moritz Liepmann (1869–1928), Rechtswissenschaftler                                                                          | 1975                | | Liepmannweg                           |
| Lohstücken (Lage)                 | L233               | 0190                   | nach einem Flurnamen | vor 1948            | Als „Loh“ wird ein Wald oder Gehölz bezeichnet, „Stücken“ steht für eine Feldeinteilung.                                                                                           | Lohstücken                            |
| Lüttmoorkamp (Lage)               | L355               | 0115                   | nach einem Flurnamen, der ein kleines Ackerstück am Moor meint                                                              | 1975                | niederdeutsch lütt = klein | Lüttmoorkamp                          |
| Moorreye (Lage)                   | M275               | 0210 (im Stadtteil)    | nach einem Flurnamen | 1914                | Als „Rei“ oder „Reye“ bezeichnet man einen kleinen Wasserlauf; westlich des Raakmoorgrabens in Langenhorn.                                                                         | Moorreye                              |
| Münzkamp (Lage)                   | M336               | 0230                   | nach einem Flurnamen | 1932                | | Münzkamp                              |
| Müssenredder (Lage)               | M343               | 0190 (im Stadtteil)    | nach einem Flurnamen (Müssen = Sumpf)                                                                                       | 1930                | nur westliche Straßenhälfte zwischen Tegelsbarg und Stofferkamp in Hummelsbüttel, ansonsten in Poppenbüttel                                                                        | Müssenredder                          |
| Neukamp (Lage)                    | N207               | 0330                   | nach einem Flurnamen (neues Feld)                                                                                           | 1975                | | Neukamp                               |
| Norbert-Schmid-Platz (Lage)       | N206               | 0100 × 100 × 70 × 25   | Norbert Schmid (1939–1971), Polizeibeamter                                                                                  | 1975                | Schmid war das erste Mordopfer der RAF. | Norbert-Schmid-Platz                  |
| Ohkamp (Lage)                     | O054               | 0745                   | nach einem Flurnamen | 1925                | Nur die Grundstücke 34 bis 38 liegen in Hummelsbüttel, der Rest der Straße, insbesondere die komplette Straßenfläche, führt durch Fuhlsbüttel.                                     | Ohkamp                                |
| Poggenkamp (Lage)                 | P236               | 0200                   | nach einem Flurnamen | 1975                | niederdeutsch Pogg = Frosch | Poggenkamp                            |
| Poppenbütteler Weg (Lage)         | P165               | 2705 (im Stadtteil)    | Hamburger Stadtteil Poppenbüttel                                                                                            | 1950                | zwischen Hausnummer 128 und Tegelsbarg nur nördliche Straßenhälfte in Hummelsbüttel, südliche in Poppenbüttel, ebenso der weitere Verlauf östlich vom Tegelsbarg; Teil des Rings 3 | Poppenbütteler Weg (HH-Hummelsbüttel) |
| Poppenbüttler Stieg (Lage)        | P169               | 0490                   | Hamburger Stadtteil Poppenbüttel                                                                                            | 1951                | | Poppenbüttler Stieg                   |
| Raakmoorgrund (Lage)              | R418               | 0590 (im Stadtteil)    | nach der Lage beim Naturschutzgebiet Raakmoor                                                                               | 1977                | westlich des Raakmoorgrabens in Langenhorn | Raakmoorgrund                         |
| Raapeweg (Lage)                   | R410               | 0115                   | Leo Raape (1878–1964), Rechtsgelehrter                                                                                      | 1975                | | Raapeweg                              |
| Reembroden (Lage)                 | R079               | 0645                   | nach den Flurbezeichnungen „Reehbreeden“ oder „Reenbrook“                                                                   | 1960                | Beide Flurnamen bezeichnen lt. Beckerhaus einen stehengelassenen Baumstreifen auf dem Feld, um der Erosion vorzubeugen und zur Kleinholzversorgung der Dorfbevölkerung.            | Reembroden                            |
| Rehagen (Lage)                    | R097               | 3250                   | nach einem privaten Wildgehege                                                                                              | 1927                | | Rehagen                               |
| Reinckeweg (Lage)                 | R409               | 0110                   | Julius Reincke (1842–1906), Mediziner und Politiker                                                                         | 1975                | Die Straße war ursprünglich auch nach Heinrich Reincke benannt. Aufgrund dessen Wirkens in der NS-Zeit wurde die Widmung 2024 gelöscht.                                            | Reinckeweg                            |
| Ruscheweyhstraße (Lage)           | R408               | 0560                   | Herbert Ruscheweyh (1892–1965), Anwalt und Richter                                                                          | 1975                | | Ruscheweyhstraße                      |
| Schregenhof (Lage)                | S290               | 0235                   | nach einer ehemaligen Bauernstelle gleichen Namens                                                                          | 1930                | | Schregenhof                           |
| Sedelmannsbusch (Lage)            | S371               | 0250                   | nach dem Eigentümer eines kleinen Gehölzes (Busch)                                                                          | 1950                | | Sedelmannsbusch                       |
| Silberdistelweg (Lage)            | S447               | 0080 (im Stadtteil)    | nach der gleichnamigen Pflanzenart                                                                                          | 1950                | Straßenfläche und Grundstücke auf der Nordseite für ca. 80 Meter in Hummelsbüttel, Grundstücke auf der Südseite in Poppenbüttel, ebenso der weitere östliche Verlauf               | Silberdistelweg                       |
| Steenbalken (Lage)                | S602               | 0515                   | nach einem Flurnamen | 1933                | Ein Balken ist ein nicht gepflügter Ackerstreifen. Auf diesen wurden Steine geworfen, die beim Pflügen anderer Äcker zu Tage traten.                                               | Steenbalken                           |
| Stiegstück (Lage)                 | S691               | 0380                   | nach einem Flurnamen | 1932                | Gemeint ist ein kleiner Weg (Stieg), der über einen Acker führt. | Stiegstück                            |
| Susebekweg (Lage)                 | S815               | 0630                   | nach der Lage bei der Susebek, einem Nebenfluss der Alster                                                                  | 1950                | | Susebekweg                            |
| Teetzparkweg (Lage)               | T206               | 0205                   | nach der Lage beim Teetzpark, dieser wiederum benannt nach dem Vorbesitzer des Geländes                                     | 1974                | | Teetzparkweg                          |
| Tegelsbarg (Lage)                 | T039               | 1555                   | nach den hier früher zahlreich vorhandenen Ziegeleien                                                                       | 1975                | niederdeutsch Tegel = Ziegel; östliche/nordöstliche Straßenhälfte zwischen Poppenbütteler Weg und Müssenredder in Poppenbüttel, sonst in Hummelsbüttel                             | Tegelsbarg                            |
| Timmkoppel (Lage)                 | T104               | 0390                   | nach der seit dem 18. Jahrhundert in Hummelsbüttel ansässigen Bauernfamilie Timm                                            | 1952                | | Timmkoppel                            |
| Tröndelstieg (Lage)               | T171               | 0085                   | nach einem Flurnamen | 1947                | „Tröndel“ hat die Bedeutung von „rund“. | Tröndelstieg                          |
| Tröndelwisch (Lage)               | T172               | 0230                   | nach einem Flurnamen | 1947                | „Tröndel“ hat die Bedeutung von „rund“, niederdeutsch Wisch = Wiese. | Tröndelwisch                          |
| Uhlenbüttler Kamp (Lage)          | U011               | 0235                   | nach „Uhlenbüttel“, einer Bezeichnung Hermann Claudius’ für den Stadtteil Hummelsbüttel                                     | 1960                | | Uhlenbüttler Kamp                     |
| Wakendorfer Weg (Lage)            | W020               | 0020 (im Stadtteil)    | Wakendorf II, Gemeinde in Schleswig-Holstein                                                                                | 1952                | überwiegender westlicher Teil in Langenhorn | Wakendorfer Weg                       |
| Wesselblek (Lage)                 | W186               | 0245                   | nach dem Begriff „ble(e)k“ für ebenes Land, mit „Wessel“ wird eine Wiese bezeichnet, die regelmäßig ihren Besitzer wechselt | 1933                | | Wesselblek                            |
| Wildes Moor (Lage)                | W263               | 3270                   | nach einem Flurnamen | 1950                | | Wildes Moor                           |
| Wilhelm-Stein-Weg (Lage)          | W453               | 0470                   | Wilhelm Stein (1870–1964), Ingenieur                                                                                        | 1977                | | Wilhelm-Stein-Weg                     |
| Wüsthofweg (Lage)                 | W407               | 0245                   | nach einem Bauernhof, der aus unbekannten Gründen wüst wurde                                                                | 1950                | | Wüsthofweg                            |
| Ziegeleiweg (Lage)                | Z019               | 0165                   | nach der Funktion zu den ehemaligen Ziegeleien führend                                                                      | 1903                | | Ziegeleiweg                           |